# Окупація (серіал, 2011)
«Окупація» (грузин. გართობის სახეობა, рос. Оккупация) — грузинський російськомовний документальний серіал з Дмитрі Татішвілі в головній ролі. Українська прем'єра відбулася 23 листопада 2014 року на телеканалі Еспресо TV. Не рекомендується дивитися дітям до 16 років та людям з хиткою психікою.

## Зміст серій
Серія перша. Голодомор
Розпад Російської імперії. Утворення СРСР. 1929 року з ініціативи наркома закордонних справ Молотова радянська влада починає колективізацію майна. Примусова «жертва» владі та об'єднання силоміць в колективні господарства призводить до Голодомору, від якого Україна постраждала найбільше з усіх радянських республік. Страшний факт поширення на тодішній Україні випадків канібалізму.
Серія друга. Голокост
Антисемітистські настрої німців на початку 20-го століття. В ці часи у всьому поганому вважали винними євреїв. Саме на цьому вибудовує собі шлях до влади Адольф Гітлер. 1935 року усіх євреїв звільнюють з посад будь-якого рангу. Про видатних діячів єврейського походження забороняли і слово мовити. Під час Другої світової війни євреїв почали відсилати в концтабори та гетто. Часто їх спалювали в крематоріях та газових камерах. Так було до 1945 року, бо на Нюрнбернгзькому процесі після Другої світової нацистський режим та його учасників засудили.
Серія третя. Зимова війна
Після утворення СРСР Фінляндія та Прибалтика залишилися на волі.
Фінляндія та СРСР впродовж усіх міжвоєнних років холодно ставилися одна до одного. Ніякі угоди не могли пом'якшити відносини.
Після чергового виступу наркома закордонних справ СРСР В'ячеслава Молотова почалася Радянсько-Фінська війна, яку ще називають Зимовою, тому що тривала усю зиму, що припала на 1939-40. На одну з прикордонних радянських станцій напали озброєні енкаведисти, переодягнені у фінських офіцерів. Кремль намагався сфальсифікувати привід війни, яка вже давно назрівала. Радянська пропаганда, яка продовжила працювати на всі 100%, теж зіграла не останню роль: більшовицькі газети (такі, як «Правда») розпускала легенди про те, що Червона армія — наймиротворніша в світі, поширювала міфи про те, яка погана фінська влада і як вона гнобить фінів, а вони намагаються звільнити пригноблену Фінляндію. Бомбардування великих міст «Правда» пояснювала тим, що Червона армія скидає повні корзини хліба для «голодуючих» фінів.
Все ж, хоч і втратили фіни Карелію, Рибачий півострів, півострів Ханко, Саллу та Острови Фінської затоки, дякуючи єдності, патріотизму, силі волі та тому, що ще змалку добре знали свою сувору полярну природу, зберегли свою державність. А біженці з окупованих земель, які тікали від московського переслідуванням, за прикладом фінських офіцерів, що йшли на фронт — спалювали свої оселі, бо не хотіли, щоб на їхній праці нажились окупанти.
Серія четверта. Аншлюкс
Версальський мирний договір не дозволяв німецьким та австрійським націонал-соціалістам злити Німеччину та Австрію в одну країну, що викликало обурення. Адольф Гітлер, австрієць за походженням, не любив Відень та Лінц через невдачі, які його там чекали: не склалася кар'єра, бідність… Тому він, прийшовши до влади, робив все, аби порушити черговий параграф Версальських угод — об'єднати Німеччину та Австрії: організовує вбивство есесівцями канцлера Австрії, відволікає дуче Муссоліні та Віктора-Еммануїла III від уваги до Австрії (тоді Італія намагалася зберегти незалежність Австрії). Гітлер хотів помститися австрійцям за свою нещасливу молодість у Відні.
Врешті-решт, після незаконного всеавстрійського референдуму, Гітлер нарешті виконав мрію багатьох націонал-соціалістів — аншлюкс, тобто анексію Австрії.
Серія п'ята. Приречена Чехословаччина
Наступною жертвою після Австрії планували зробити Чехословаччину. Третій Рейх зажадав Судецьку область, яка належала Чехословаччині (тепер — північ Польщі, а південь Чехії). Справа в тім, що там знаходилися блискучі окопи, якісніші навіть за лінію Мажино. Це були придатні тили для майбутнього походу в Париж. Заодно Німеччині можна було розширитися на Схід. Найперше Гітлер вирішив вести пропаганду, забиваючи всім в голови думку про те, що все це виключно міжетнічний конфлікт. В Судетах провокувалися конфлікти між чехами та судецькими німцями. Постійно розповідали про німецьких біженців з Чехословаччини.
Далі націонал-соціалісти зблизилися з Партією Судецьких німців, яку очолював колишній вчитель фізкультури Конрад Гейлен. Партія Гейлена скоро стала повністю залежна від Гітлера. На Мюнхенській конференції всі країни, які раніше так палко захищали чехів, зрадили їх, в надії на те, що нагодований хижак заспокоїться. В Мюнхен не запросили лише країни, чия доля тут обговорювалася.
Провокації тривали. Нібито для наведення порядку, німецькі війська зайняли Богемію та Моравію. Карпатську Україну поділили Польща та Угорщина. На інших територіях виросла Федеративна Республіка Словаччина. Чехи почали масово тікати за кордон…
Серія шоста. Дві Катині
Серія має дві лінії — перша розповідає про Смоленську трагедію, друга — про розстріли під Катинем. Спільна німецько-словацька військова операція проти Польщі. Реакція заходу. Вступ СРСР у війну. Розстріли польських офіцерів під Катинем. Національно-визвольний рух поляків. Другий прихід більшовиків у Польщу. Маріонеткові уряди в Польщі та протести. Причини візиту Качинського до катині. Смоленська авіакатастрофа. Причетність російських спецслужб до трагедії.
Серія сьома. Потрійна окупація
Підсумки Першої світової війни. Перша невдала кампанія у Східній Прибалтиці. Пакт Молотова Ріббентропа. Початок Другої світової війни. Окупація Естонії, Латвії та Литви.
Політика терору на Прибалтиці. Національно-визвольні рухи та їх ефективність. Дії національно-визвольних рухів під час приходів німців та комуністів. Визволення Прибалтики з-під радянського ярма.
Серія восьма. Країна Східного Сонця
Формування Японії як тоталітарної країни. Причини союзу з Гітлером. Контроль Японії над Південною Азією під час Другої світової війни. Причини бомбардування Хіросіму та Нагасакі. Капітуляція Японії. Несправедлива анексія Курильських островів та Південного Сахаліну Радянським Союзом (Японія через них не воювала — це були її законні території).
Серія дев'ята. Німецька трагедія
Сумні для Німеччини підсумки Другої світової війни. Поділ німецьких територій на 4 окупаційні зони: французьку, англійську, американську та радянську. Західні зони починають формувати нову німецьку державу — Федеративну Республіку Німеччину (Західну Німеччину). Відповідь Радянського Союзу — утворення Німецької Демократичної Республіки (Східної Німеччини), маріонетки Москви. Невдала окупація Західного Берліна (окремого від ФРН) та як американці захищали берлінців. Контраст у розвитку двох німецьких держав. Революції у Східній Німеччині та пояснення їх російською пропагандою. Придушення таких революцій. Інтеграція ФРН у західний світ. Втечі з НДР у ФРН. Побудова Берлінської стіни та остаточне відокремлення західного сектора міста від східного. Довгоочікуване об'єднання двох держав. Цікавий факт, що у майбутній президент РФ Володимир Путін служив в чині підполковника у консульстві КДБ у Німеччині та був одним із тих, що заважали втікати нещасним східним німцям від репресій.
Серія десята. Боротьба за незалежність
Кінець Другої світової війни. Як комуністи прийшли до влади. Заборона творів Шандора Петефі. Угорська Партія Трудящих та хто її очолював до смерті Сталіна. Імре Надь та його ліберальний рух. Перший арешт Наді. Мирні демонстрації студентів. Солідарність протестувальників з поляками. Вимоги студентів. Повалення пам'ятника Сталіну в центрі Будапешту. Спроба придушити повстання силою. Угорські офіцери переходять зі зброєю та артилерією на бік протестувальників. Приєднання робочих до протестувальників. Революціонери починають захоплювати зброю. Звільнення Наді. Надь бере ситуацію під свій контроль. Придушення повстання. Другий арешт Наді. Страта більшості революціонерів та Наді.
Серія одинадцята. Празька весна
Продовження 5 серії про злочини у Чехословаччині. Формування Чехословаччини як маріонеткової республіки Москви. Репресії у Чехословаччині. Перший Генсек Чехословаччини. Реформи Дубчека. Пом'якшення комуністичного режиму. Побоювання Кремля щодо променів свободи в Празі. Радянські танки входять у Прагу.
Серія дванадцята. Остання радянська окупація
Напрямки колоніальної експансії СРСР. Республіка Афганістан. Прихід до влади у Афганістані комуніста Таракі. Формування Афганістану як маріонеткової республіки СРСР. Брежнєв і Таракі. Прихід до влади в Афрганістані Аміна. Окупація Афганістану. Афганські біженці у Пакистані. Афганський партизанський національно-визвольний рух моджахедів. Найвідоміші командири моджахедів та які райони вони контролювали. Рональд Рейген починає постачати моджахедів зброєю. Бойкот Олімпійських ігор в Москві 1980 року та якого удару він завдав економіці СРСР. Як радянські війська вийшли з Афганістану. Розпад Радянського Союзу. Повалення проросійського режиму в Афганістані.
Серія тринадцята. Самовизначення по-російськи
Початок Другої світової війни. Буковино-бесарабський похід 1939-40 років. Поділ анексованих земель. Формування молдаван як нації. Румунське вторгнення. Другий прихід комуністів. Незалежність Молдавії. Вимоги російської агентури. Самопроголошена Придністровська Молдавська Республіка. 14 армія РФ у Придністров'ї. Російсько-молдавська війна. Жертви самовизначення по-російськи.
Серія чотирнадцята. Смертельний подарунок
Аварія на Чорнобильській атомній електростанції (ЧАЕС) 28 квітня 1986 року. Поширення радіації на півночі України та південному сході Білорусі. Загроза поширення радіації у Європі. Погрози Стокгольма та коли радянське телебачення наважилося розповісти про аварію. Вдалі спроби радянських спецслужб не допустити проникнення радіації в Москву. Приховування загрози від жителів країни та «дружба» народів у СРСР. Запізніла евакуація. Пустельна місцевість. Причини створення Поліського заповідника. Білорусь — країна, що найбільше постраждала від аварії на ЧАЕС.
Серія п'ятнадцята. Ціна свободи
Розпад Російської імперії. Закавказький Сейм. Причини розпаду Закавказького Сейму. Нафта в Баку. Азербайджанські комуністи. Вірмено-азербайджанські конфлікти. Окупація Закавказзя. Перебудова Горбачова. Нагірний Карабах та чергова вірмено-азербайджанська війна. Протести в Баку. Введення військ в столицю Азербайджану. Трагедія азербайджанського Майдану. Незалежність Азербайджану.
Серія шістнадцята. Серпень
Абхазія та Осетія в складі Грузії. Грузія — маріонетка в руках Москви наприкінці 90-хх років. Ким був у минулому Володимир Путін. Експансійні походи Російської Федерації на Кавказ на початку 2000-хх років. Міхеїл Саакашвілі та його реформи. Стосунки Грузії зі Заходом. Російсько-грузинська війна 2008 року. Сепаратистські угруповування а Абхазії та Південній Осетії. Жертви серед мирного населення. Сила російської пропаганди. Закінчення війни.
Серія сімнадцята. Сучасна російська окупація
Серія поділена на дві частини. В першій частині виробники порівнюють німецьку тактику окупації з радянською. Підсумовано всі розповіді про окупації Третього Рейху, Радянського Союзу та Російської Федерації та розказано, яке значення мають Олімпійські ігри для тоталітарних режимів. Друга частина порівнює Голодомор з Голокостом та розповідає на чому побудована тактика Москви сьогодні.